# Internationale (politique)

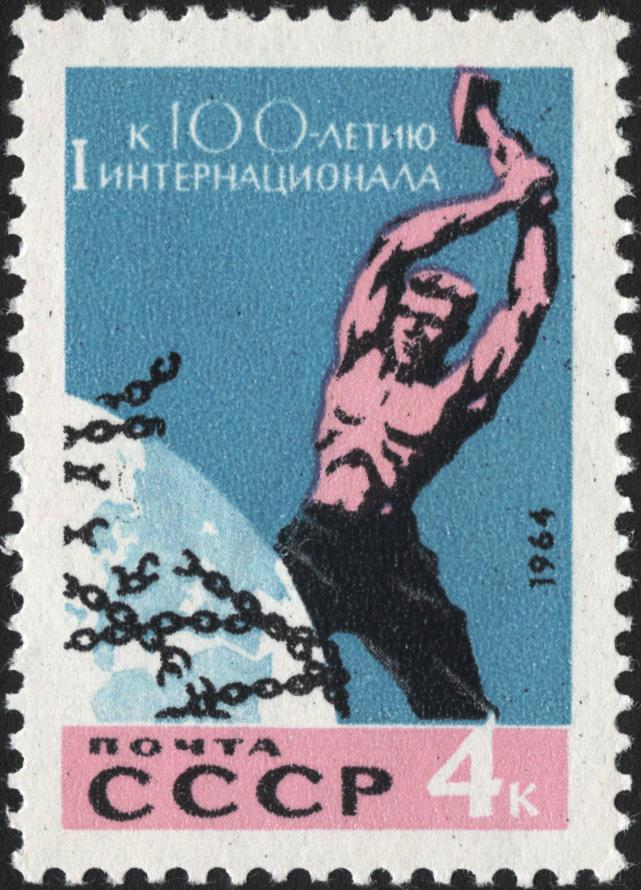
Poster qui représente le parti sur le modèle de l'Association internationale des travailleurs.

Pour les articles homonymes, voir Internationale.
Le terme d'Internationale désigne une association internationale de travailleurs et/ou de partis politiques, sur le modèle de l'Association internationale des travailleurs (AIT) fondée en 1864 et aussi dénommée Première Internationale ou plus simplement l'Internationale. 

## Chronologie
- 1864-1876 : première Internationale ou Association internationale des travailleurs (AIT) ;
- 1889 : décision de fonder une Seconde Internationale ou Internationale ouvrière au congrès de Paris ;
- 1891 : création au congrès de Bruxelles de la Seconde Internationale qui pose la lutte des classes comme principe fondamental ;
- 1900 : création du Bureau socialiste international (B.S.I.) ;
- 1904 : le congrès d'Amsterdam condamne les thèses révisionnistes ;
- 5-8 septembre 1915 : conférence de Zimmerwald (Oberland bernois) entre socialistes français, allemands et divers réfugiés en Suisse : Martov, Lénine et Trotski ;
- avril 1916 : conférence de Kiental, qui confirme les analyses de la précédente : la majorité est favorable à une médiation ;
- mars 1919 : à Moscou, création de la Troisième Internationale ou Internationale Communiste (IC), qui passe sous domination stalinienne au cours des années suivantes ;
- juillet 1919 : création de l'Internationale syndicale à Amsterdam ;
- 19 juillet-7 août 1920 : IIe congrès de l'IC ;
- 1938 : Léon Trotski fonde la Quatrième Internationale.

## Internationales issues de l'Association internationale des travailleurs
- Internationale ouvrière (également appelée Deuxième Internationale)
- Association internationale des travailleurs (anarcho-syndicaliste)
- Union des partis socialistes pour l'action internationale (également appelée Internationale Deux et demi)
- Internationale anti-autoritaire (également appelée Fédération jurassienne)
- Internationale ouvrière socialiste
- Internationale socialiste
- Internationale communiste (également appelée Komintern ou Troisième Internationale)
- Internationale Communiste ouvrière (également appelée Quatrième Internationale Ouvrière, proche du communisme de conseils)
- Opposition communiste internationale
- Quatrième Internationale
- Centre marxiste révolutionnaire international

## Autres internationales
- Association mondiale anationale, pour l’usage de la langue internationale espéranto à travers le monde, sans distinction des frontières nationales
- Conférence internationale des partis et organisations marxistes-léninistes (Unité et lutte)
- Coordination Internationale des Partis et Organisations Révolutionnaires
- Comité pour une Internationale ouvrière (Trotskyste)
- International Union of Anarchists (Anarcho-communiste)
- Internationale des fédérations anarchistes (Synthésiste anarchiste)
- Parti pirate international
- Internationale démocrate centriste  (connue jusqu'en 1999 sous le nom d'Internationale démocrate-chrétienne)
- Internationale libérale
- Union démocratique internationale (Conservateurs)
- Les Verts mondiaux
- Congrès international des femmes
  - Internationale socialiste des femmes
  - Ligue internationale des femmes pour la paix et la liberté
- Ligue internationale des socialistes religieux
- World Union of National Socialists (Néonazie)

### Défunte
- Alliance mondiale des démocrates
- Internationale situationniste
- Solidarité internationale libertaire
- Internationale communiste libertaire (Plateformiste)